# Jacques Vigoureux Duplessis
Jacques Vigoureux, sieur Duplessis (avant 1680 - Paris, 4 juin 1732), est un peintre français.

## Biographie
Jacques Vigoureux Duplessis fut actif durant la période allant de 1699 à 1730. Ses principales œuvres touchent au style rococo, à l'orientalisme et aux chinoiseries. Il réalise ses travaux sur toiles et sur des objets d'arts.
En 1715, il dirige le Théâtre de la Monnaie à Bruxelles et poursuit des activités de marchand de tableaux en même temps qu'il continue à peindre. Comme il l'avait fait à l'Académie royale de musique de Paris avec Jean Bérain entre 1700 et 1711, il y peint sans doute les décors de théâtre. En novembre 1719, il comparaît devant le notaire Adan pour négocier avec un certain William Burroughs la vente de 54 tableaux de maîtres comme Le Tintoret, Titien, La Tour, Poussin, Rembrandt et Brueghel, ainsi que quelques tableaux de sa main.
En 1721, il devient maître formateur à la manufacture de Beauvais jusqu'en 1726.

## Galerie

Œuvres de Jacques Vigoureux Duplessis
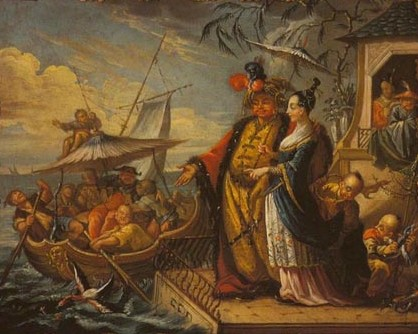
Empereur chinois avec ses concubines inspectant sa flottille de pêche, collection privée.
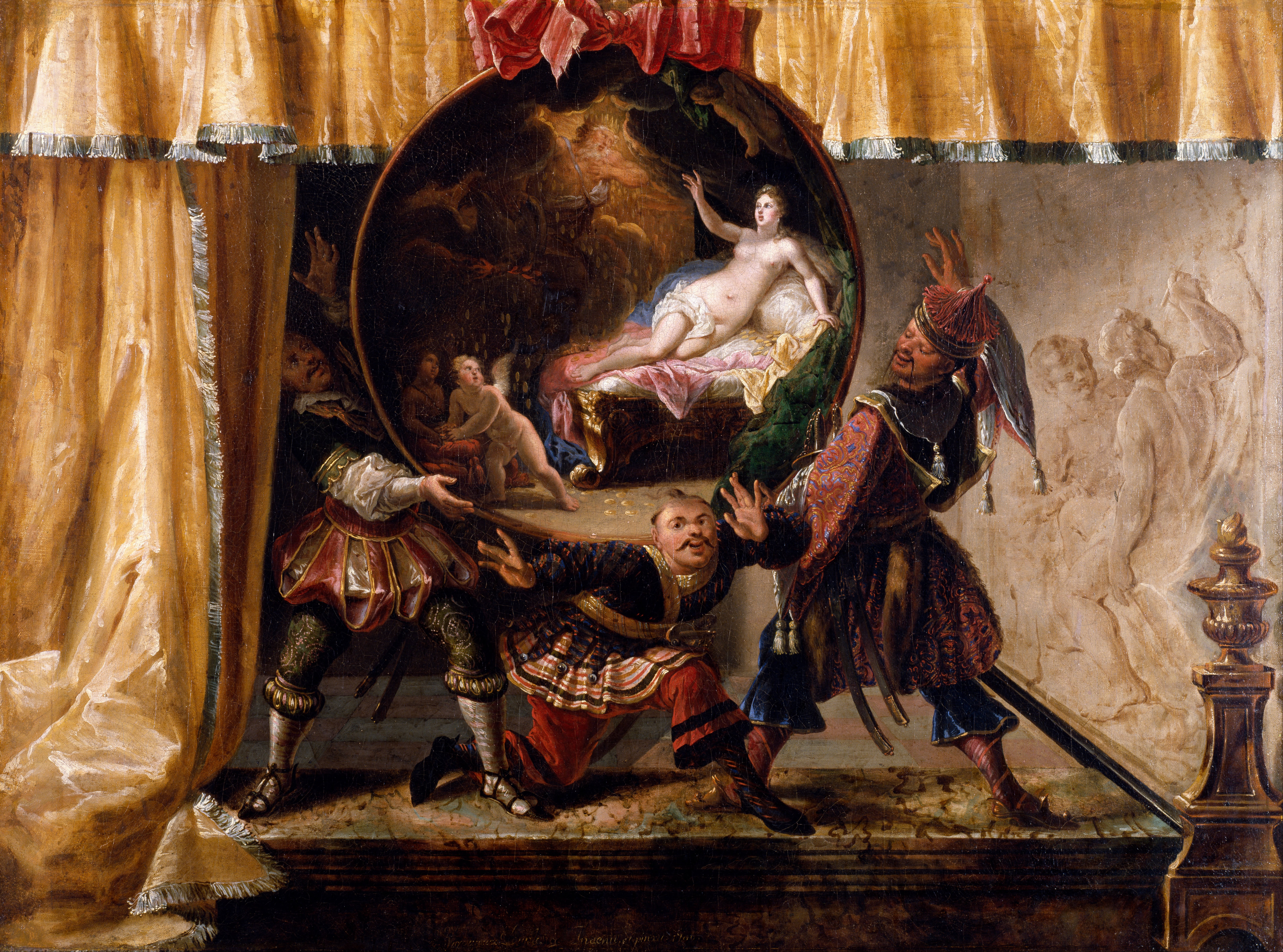
Écran de cheminée peint (1700), Baltimore, Walters Art Museum.
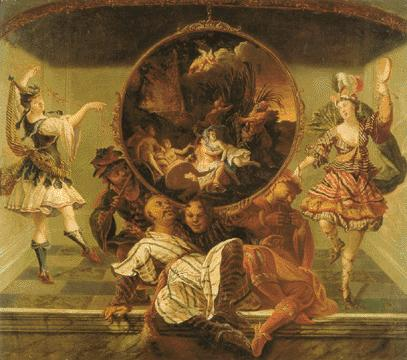
Figures de chinoiserie encadrant une scène avec un satyre menaçant Diane et ses nymphes, collection privée.
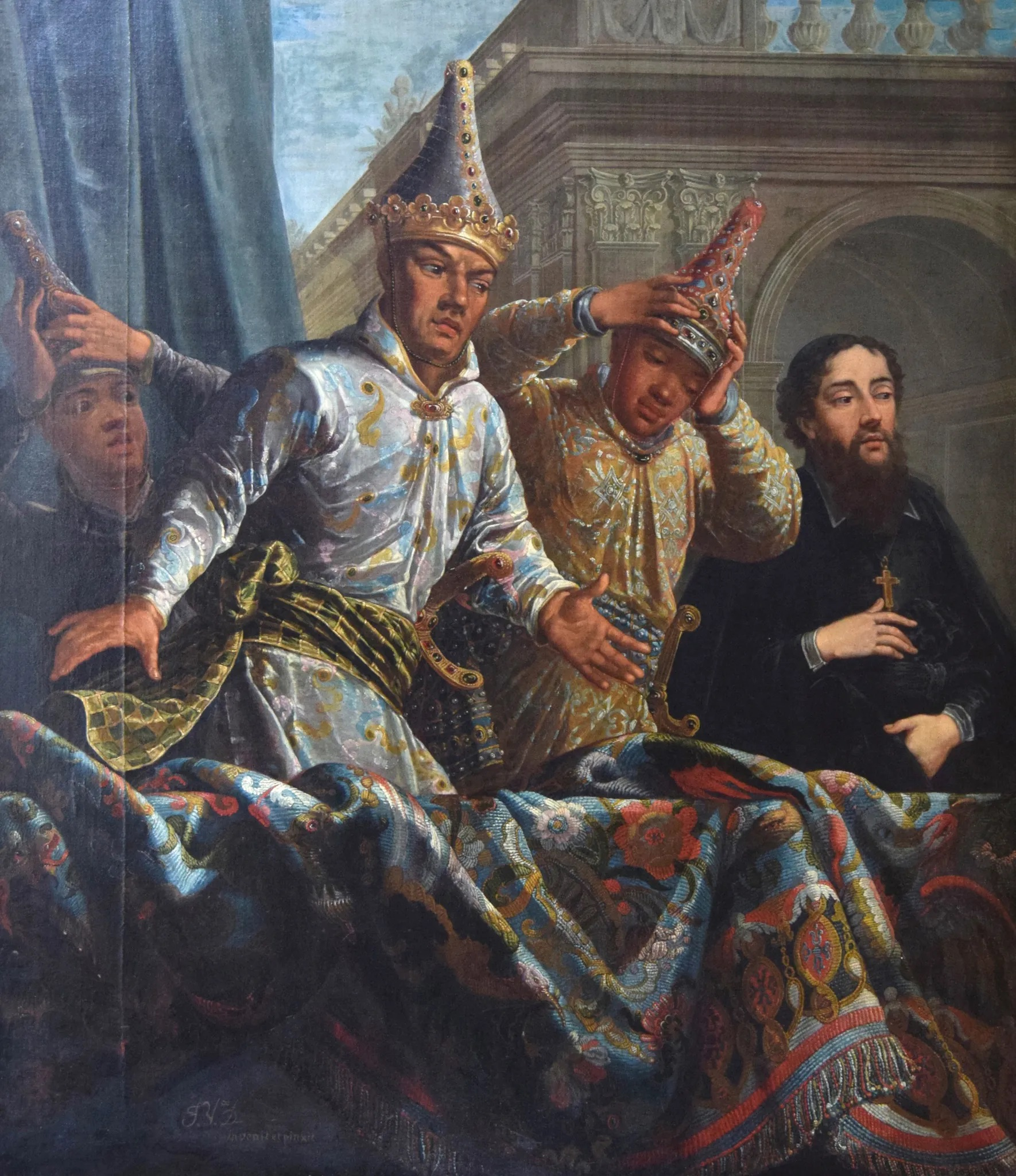
Trois ambassadeurs siamois en costume de cérémonie, accompagnés de leur interprète, l'abbé Artus de Lionne[3].